# Фернандес, Тони (футболист)
Антонио Фернандес Касино (исп. Antonio Fernández Casino; родился 15 июля 2008, Руби, Барселона, Испания), более известный как Тони Фернандес (исп. Toni Fernández) — испанский футболист, вингер клуба «Барселона».

## Клубная карьера
Тони Фернандес начал заниматься футболом в клубе «Эспаньол». В 2018 году присоединился к Ла Масии, юношеской академии «Барселоны». 7 сентября 2024 года дебютировал за фарм-клуб «Барселона Атлетик» в матче Примеры Федерасьон против «Оренсе», забив гол и отдав голевую передачу. 19 сентября 2024 года впервые попал в заявку «Барселоны» на матч Лиги чемпионов против «Монако», однако на поле не появился. 4 января 2025 года дебютировал за основную команду «сине-гранатовых», выйдя на замену в матче Кубка Испании против «Барбастро». В возрасте 16 лет, 5 месяцев и 17 дней он также стал вторым самым молодым игроком в истории клуба в XXI веке после Ламина Ямаля. В том же месяце вместе с «Барселоной» одержал победу в Суперкубке Испании.

## Карьера в сборной
Выступал за сборные Испании до 15, до 17 и до 18 лет.

## Личная жизнь
Двоюродный брат Тони, Гилье, тоже профессиональный футболист; их отцы — братья, а матери — сёстры.

## Достижения
«Барселона»
- Обладатель Суперкубка Испании: 2025